# پل کریستوفر
پل کریستوفر (انگلیسی: Paul Christopher؛ زادهٔ ۱۹ ژوئن ۱۹۵۴) بازیکن فوتبال است.
از باشگاه‌هایی که در آن بازی کرده‌است می‌توان به باشگاه فوتبال منزفیلد تاون اشاره کرد.